# Neuroektodermaler Tumor
Ein Neuroektodermaler Tumor ist ein vom Neuroektoderm (dem äußeren Keimblatt beim Embryo) ausgehender Tumor des Zentralnervensystems (Hirntumor) oder des Peripheren Nervensystems.

## Einteilung
Folgende Klassifikation ist gebräuchlich:
- Gruppe I (Neuroepitheliale Tumoren) Neuroendokrine Karzinome von Gliazellen ausgehend mit hauptsächlich Ausbildung von Epithelzellen wie Hypophysenadenom und Karzinoid
  - astrozytäre Tumoren (aus Astrozyten)
  - oligodendrogliale Tumoren (aus Oligodendrozyten)
  - ependymale Tumoren (aus Ependym des Ventrikelsystems)
  - Choroidplexus-Tumoren (aus dem Plexus choroideus)
  - Pinealis-Tumoren (aus der Zirbeldrüse)
  - embryonale Tumoren
- Gruppe II (Melanozytäre Tumoren) Nicht-epitheliale neuroektodermale Tumoren vom Ektoderm entstehend wie Malignes Melanom, Ästhesioneuroblastom und Ewing-Sarkom

## Vorkommen
Tumoren von Nervenzellen oder nervenzellähnlichen Zellen ausgehend sind Neuroblastome und Ganglioneuroblastome.
Außerdem: Dysembryoplastischer neuroepithelialer Tumor, Pigmentierter neuroektodermaler Tumor.
Die medizinische Datenbank Orphanet führt unter dem Stichwort „Neuroektodermaler Tumor“:
- Primitiver neuroektodermaler Tumor (PNET)[4]
- Primitiver neuroektodermaler Tumor der Cervix uteri, Synonyme: Zervixtumor, maligner neuroektodermaler peripherer; Maligner peripherer neuroektodermaler Tumor der Cervix uteri[5]
- Primitiver neuroektodermaler Tumor des Corpus uteri, Synonym: Maligner peripherer neuroektodermaler Tumor des Corpus uteri[6]
- Embryonaler ZNS-Tumor, Synonyme: Primitiver neuroektodermaler Tumor des Zentralnervensystems; ZNS-PNET[7]

Im Rahmen von Syndromen können Neuroektodermale Tumoren auftreten wie beim Undine-Syndrom.